# ロバート・ランガー
ロバート・サミュエル・ランガー・ジュニア（Robert Samuel Langer, Jr.、1948年8月29日 - ）は、アメリカ合衆国の生体工学者、実業家。マサチューセッツ工科大学（MIT）で化学工学科および生物工学科の教授職を務めている。MIT最高位の教授Institute Professorの一人。
ニューヨーク州オールバニ生まれ。1970年にコーネル大学で学士号を取得し、1974年にマサチューセッツ工科大学で化学工学の博士号（Sc.D.）を取得した。
専攻はドラッグデリバリーシステムおよびティッシュエンジニアリング。1100を超える論文を出版し、 760もの特許を抱えている。MITにおけるランガーの研究室は、年間1000万ドルの研究費と100人を超える研究者を抱える世界最大の生体工学研究室とされている。またモデルナ等、バイオテクノロジーのベンチャーに出資する実業家としても知られる。

## 業績
薬物放出制御技術およびティッシュエンジニアリングの生みの親として知られており、「医学の歴史上最も多産な発明家の一人」と称されている。ランガーが発明した人工皮膚や投薬システムなどの数々の技術は、ガンや心臓病、その他多くの病気の治療法に画期的な変化をもたらしている。
また、アメリカ国家アカデミーの4つの組織のうち3つ（米国科学アカデミー、米国工学アカデミー、アメリカ医学研究所）の会員に史上最年少（43歳）で選出された。

## 受賞歴
180を超える主要な賞を受賞している。
- 1996年 - ガードナー国際賞
- 1999年 - ACS高分子化学賞
- 2002年 - チャールズ・スターク・ドレイパー賞
- 2002年 - ディクソン賞科学部門
- 2003年 - ハーヴェイ賞
- 2003年 - ジョン・フリッツ・メダル
- 2005年 - オールバニ・メディカルセンター賞
- 2005年 - フォン・ヒッペル賞
- 2005年 - ワシントン賞
- 2006年 - アメリカ国家科学賞
- 2008年 - ミレニアム技術賞
- 2008年 - アストゥリアス皇太子賞学術・技術研究部門
- 2008年 - マックス・プランク賞
- 2011年 - アメリカ国家技術賞
- 2011年 - トムソン・ロイター引用栄誉賞
- 2011年 - ウォーレン・アルパート財団賞
- 2012年 - プリーストリー賞
- 2012年 - パーキンメダル
- 2012年 - ヴィルヘルム・エクスナー・メダル
- 2012年 - 第1回テルモ国際賞[2]
- 2013年 - ウルフ賞化学部門、
- 2013年 - アメリカ国家技術賞
- 2013年 - IRIメダル
- 2014年 - 生命科学ブレイクスルー賞
- 2014年 - 京都賞先端技術部門[3]
- 2014年 - 化学パイオニア賞
- 2015年 - シェーレ賞
- 2015年 - クイーンエリザベス工学賞[4][5]
- 2016年 - ベンジャミン・フランクリン・メダル
- 2021年 - BBVA Foundation Frontiers of Knowledge Award
- 2022年 - バルザン賞
- 2023年 - 国際ポール・ヤンセン生物医学研究賞
- 2024年 - カヴリ賞ナノサイエンス部門